# Head & Shoulders

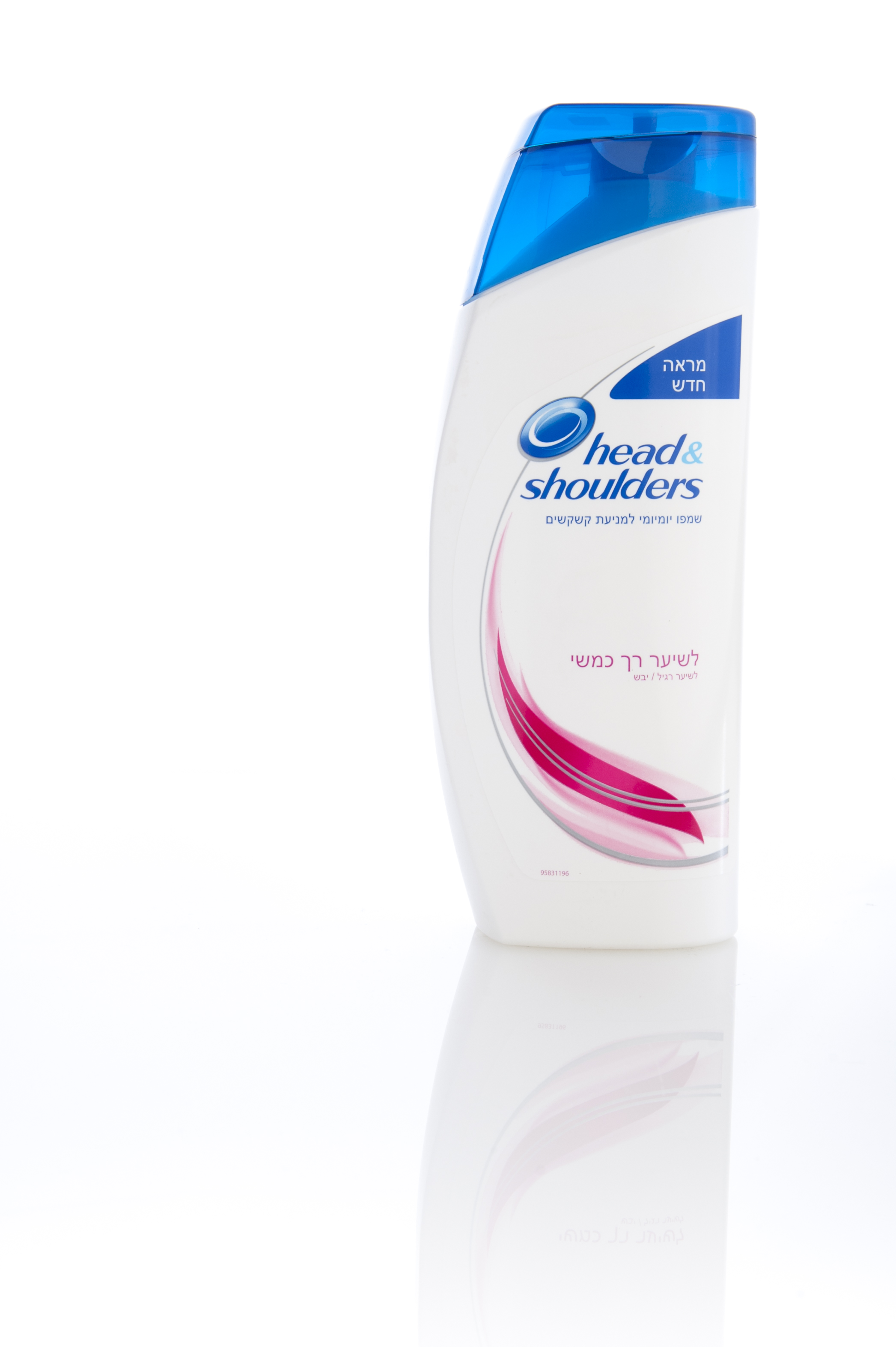
Schampoflaska från Head & Shoulders.

Head & Shoulders (innan 1999 Clearasil) är ett varumärke som ägs av Procter & Gamble, och som används för en serie mjällschampo och andra hårvårds- och stajlingprodukter.
Head & Shoulders mjällschampo innehåller zinkpyrition.